# 朴正娥
朴正娥（韩语： Bak Jeonga，1993年3月26日—），韩国女子排球运动员，2014年亞洲盃女子排球賽银牌得主、2014年亚洲运动会女子排球金牌得主、2018年亚洲运动会女子排球铜牌得主。